# Берёзовский сельсовет (Шумихинский район)
Березовский сельсовет — упразднённые административно-территориальная единица и муниципальное образование со статусом сельского поселения в составе Шумихинского района Курганской области в связи с преобразованием района в Шумихинский муниципальный округ.
Административный центр — село Березово.

## История
В соответствии с Законом Курганской области от 6 июля 2004 года № 419 сельсовет наделён статусом сельского поселения.

## География
На территории Березовского сельсовета находятся следующие озёра: Березово, Одинское, Чистое и др.

## Население
| 1989 | 2002 | 2010 | 2012 | 2013 | 2014 | 2015 |
| ---- | ---- | ---- | ---- | ---- | ---- | ---- |
| 1145 | ↘559 | ↘436 | ↘409 | ↘399 | ↘375 | ↘364 |
| 2016 | 2017 | 2018 | 2019 | 2020 |      |      |
| ↘352 | ↘332 | ↗335 | ↘333 | ↘320 |      |      |

## Состав сельского поселения
| № | Населённый пункт | Тип населённого пункта       | Население |
| - | ---------------- | ---------------------------- | --------- |
| 1 | Березово         | село, административный центр | ↘302      |
| 2 | Воробьёво        | деревня                      | ↘78       |
| 3 | Чистое           | посёлок                      | ↘56       |